# پارک ملی پنگ سیدا
پارک ملی پنگ سیدا (انگلیسی: Pang Sida National Park) یک پارک ملی در رشته‌کوه سانکامفنگ است که مساحت آن ۵۲۷٬۵۰۰ رای (~۸۴۴ کیلومتر مربع (۳۲۶ مایل مربع)) می‌باشد در استان سا کایو در شرق تایلند واقع شده است. این پارک ۲۸ کیلومتر از شهر سا کایو، مرکز استان فاصله دارد. این پارک به همراه پارک ملی خوا یای، پارک ملی تپ لان، پارک ملی تا پرایا و پناهگاه حیات‌وحش دانگ یای، بخشی از مجموعه جنگل دانگ فایا ین در فهرست میراث جهانی یونسکو به‌شمار می‌آید که مساحت کل آن حدود ۶٬۱۰۰ کیلومتر مربع است. یکی از جاذبه‌های برجسته پارک آبشار پانگ سی‌دا است.

## اکولوژی
طبق اطلاعات جمع‌آوری‌شده در سال ۲۰۰۰ این پارک خانه ۲۷۱ گونه مهره‌دار است: ۸۱ گونه پستاندار، ۱۴۳ گونه پرنده (۱۳۱ گونه ساکن)، ۱۹ گونه خزنده، ۱۶ گونه دوزیست و ۱۹ گونه ماهی آب شیرین.
تمساح سیامی Crocodylus siamensis که در معرض خطر انقراض قرار دارد، گزارش شده است که در این پارک زندگی می‌کند، به همراه فیل آسیایی، گاومیش هندی، سگ وحشی آسیایی (که تخمین زده شده کمتر از ۲٬۵۰۰ بزرگسال از این سگ وحشی در دنیا وجود دارد) پلنگ، خرس خورشیدی مالایایی، خرس سیاه آسیایی و گیبون دست‌سفید. حیوانات رایج‌تر شامل مکاک دم‌کوتاه، گوزن سمبر، گوزن فریادکش و خوک هستند. دو پرنده در معرض خطر عمده، حواصیل خاکستری و حواصیل ارغوانی، Ardea cinerea و A. purpurea هستند.
منطقه پارک همچنین خانه بسیاری از گونه‌های پروانه است. در فاصله دو کیلومتری از ورودی، منطقه‌ای مخصوص پروانه‌ها وجود دارد که در فصل‌های خاصی صدها پروانه در آن جمع می‌شوند. به منظور ایمنی بازدیدکنندگان و همچنین حفاظت از محیط‌زیست، در این منطقه دروازه‌ای کنترل‌شده وجود دارد و از بازدیدکنندگان خواسته می‌شود که برای راهنمایی بیشتر به مرکز بازدیدکنندگان مراجعه کنند.
حدود ۶ کیلومتر دورتر، می‌توان توقف کرده و پیاده به زمین‌های گاومیش هندی رفت، جایی که برج حیات‌وحش برای مشاهده قرار دارد. ۲۵ کیلومتر از ورودی یک دیدگاه برای مشاهده پارک وجود دارد.

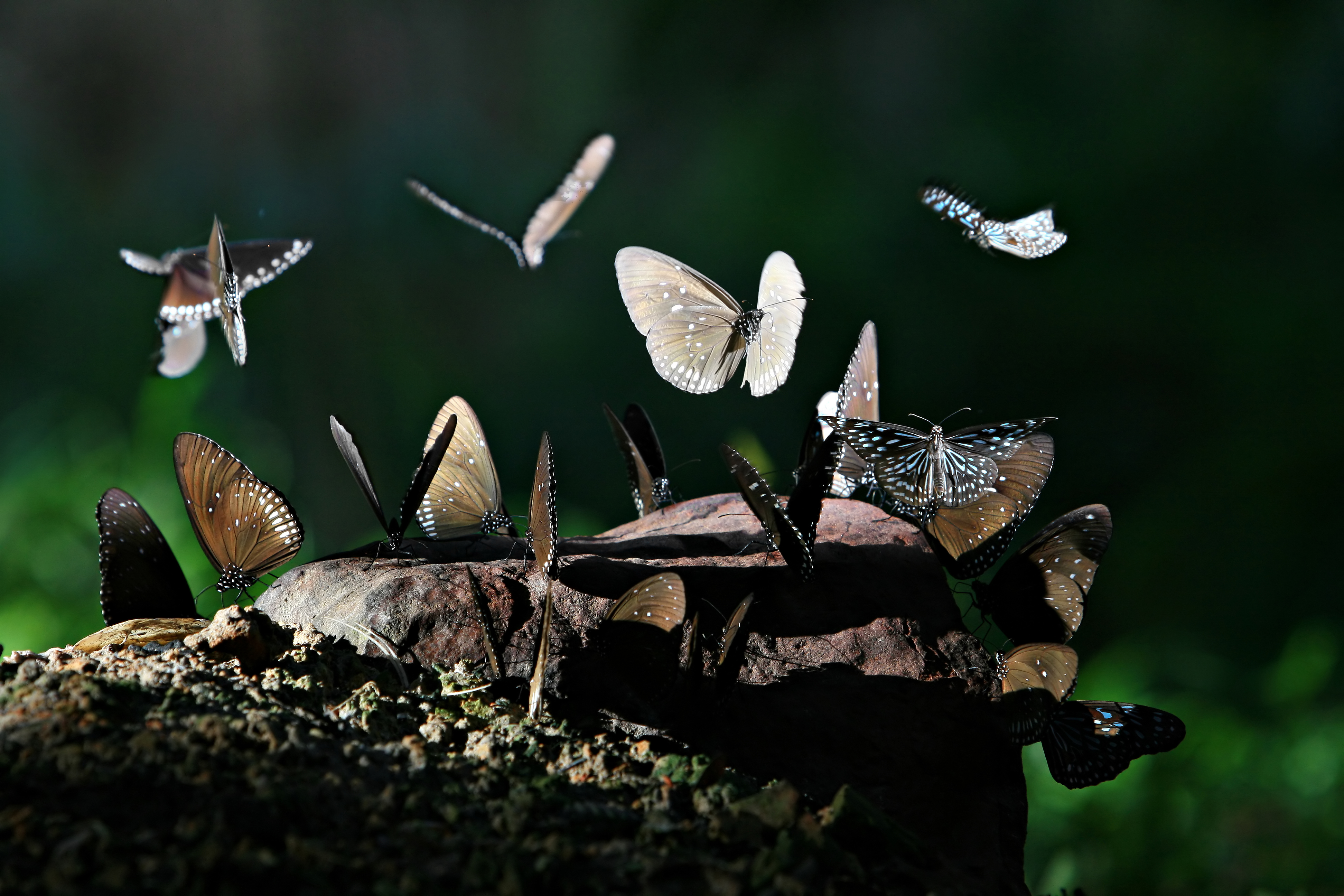
پروانه‌ها در پارک ملی پانگ سی‌دا